# 1895 a jogalkotásban
1895-ben az alábbi jogszabályokat alkották meg:

## Magyarország

### Törvények
- 1895. évi I. törvénycikk Az 1895. évben kiállitandó ujonczok megajánlásáról
- 1895. évi II. törvénycikk Az 1895. év első két hónapjában viselendő közterhekről és fedezendő állami kiadásokról szóló 1894. évi XXXIV. törvénycikk hatályának az 1895. évi április végeig való kiterjesztéséről
- 1895. évi III. törvénycikk Az ország erdélyi részeiben, továbbá a volt Kraszna, Közép-Szolnok, Zaránd megyék és a volt Kővárvidék területén a megszüntetett urbéri dézsmák kárpótlásánál visszatartott összegeknek kiszolgáltatásáról
- 1895. évi IV. törvénycikk Az 1895. évi államköltségvetésről
- 1895. évi V. törvénycikk A segesvár-szentágothai helyi érdekü vasut megépitésére és üzleti berendezésére szükséges költségek biztositásáról
- 1895. évi VI. törvénycikk A párdány-zsombolyai helyi érdekü vasut engedélyezéséről
- 1895. évi VII. törvénycikk A székely vasutak kiépitéséről
- 1895. évi VIII. törvénycikk A mezőgazdasági statistikai adatok összirásáról
- 1895. évi IX. törvénycikk Az ország szent koronája egyik őrének megválasztásáról
- 1895. évi X. törvénycikk Az összeférhetlenségről szóló 1875. évi I. törvénycikk 4. §-ának kiegészitéséről
- 1895. évi XI. törvénycikk Az 1892. évi közösügyi zárszámadásra alapitott végleges leszámolás szerint Magyarország terhére mutatkozó tartozás fedezéséről és az 1894. évi közösügyi kiadásokra Magyarország által pótlólag fizetendő összegről
- 1895. évi XII. törvénycikk A budapesti földalatti villamos közuti vasut részvénytársaságnak adandó állami kedvezmények tárgyában
- 1895. évi XIII. törvénycikk A Rába és mellékfolyóinak szabályozásáról szóló 1885. évi XV. és 1893. évi XVII. törvénycikkek végrehajtása folytán szükséges teendőkről
- 1895. évi XIV. törvénycikk A szőlődézsmaváltsági tartozások lerovására nézve adandó ujabb állami kedvezményekről
- 1895. évi XV. törvénycikk A pénztári készletekről és az ezekből fedezendő beruházásokról
- 1895. évi XVI. törvénycikk Az aldunai Vaskapu szabályozásánál felmerülő pótmunkálatokról, valamint a szabályozási munka költségeinek hitelművelet utján leendő fedezéséről
- 1895. évi XVII. törvénycikk Az országos nemzeti kiállitás költségeinek részbeni fedezésére rendezendő osztálysorsjátékról
- 1895. évi XVIII. törvénycikk Az áruforgalmi statistikáról szóló 1881. évi XIII. törvénycikk kiegészitéséről és némely határozmányának módositásáról
- 1895. évi XIX. törvénycikk A kecskemét-fülöpszállási helyi érdekü vasut engedélyezéséről
- 1895. évi XX. törvénycikk A Fehér és Tolna vármegyei helyi érdekü vasutak székesfehérvár-adonyszabolcsi és adonyszabolcs-paksi vonalainak engedélyezéséről
- 1895. évi XXI. törvénycikk A budapest helyi érdekü vasutak részvénytársaság tulajdonát képező vasutvonalak engedélyokmányainak és engedélyokmányi függelékeinek egyesitéséről
- 1895. évi XXII. törvénycikk A boldvavölgyi helyi érdekü vasut engedélyezése tárgyában
- 1895. évi XXIII. törvénycikk A garamberzencze-lévai helyi érdekü vasut engedélyezéséről
- 1895. évi XXIV. törvénycikk A nógrádvármegyei helyi érdekü vasut engedélyezéséről
- 1895. évi XXV. törvénycikk Kereskedelmi viszonyainknak Spanyolországgal való ideiglenes rendezéséről
- 1895. évi XXVI. törvénycikk A pápa-csornai helyi érdekü vasut engedélyezéséről
- 1895. évi XXVII. törvénycikk A karczag-tiszafüredi helyi érdekü gőzmozdonyú vasut engedélyezéséről
- 1895. évi XXVIII. törvénycikk A kaposvár-fonyódi helyi érdekü vasut engedélyezéséről
- 1895. évi XXIX. törvénycikk A zólyom-brézó-breznóbánya-tiszolczi helyi érdekü gőzmozdonyu vasut engedélyezéséről
- 1895. évi XXX. törvénycikk A nagykikinda-nagybecskereki helyi érdekü gőzmozdonyu vasutnak az 1881:LXXIII. törvénycikkbe beczikkelyezett engedélyokmánya módositásáról
- 1895. évi XXXI. törvénycikk A győr-veszprém-dombovári helyi érdekü vasut engedélyezéséről
- 1895. évi XXXII. törvénycikk A zalavölgyi helyi érdekü vasut engedélyezéséről
- 1895. évi XXXIII. törvénycikk A csákovár-bókai helyi érdekü vasut engedélyezése tárgyában
- 1895. évi XXXIV. törvénycikk A tengeri hajók épitésének állami segélyben való részesitéséről
- 1895. évi XXXV. törvénycikk A törvényes kamatláb meghatározásáról
- 1895. évi XXXVI. törvénycikk A magyar korona országainak egész területén érvényben levő törvényes kamatláb leszállitásáról
- 1895. évi XXXVII. törvénycikk A találmányi szabadalmakról
- 1895. évi XXXVIII. törvénycikk Bosznia és Herczegovina kormányzata által 24 millió korona (12 millió forint) összegben felveendő országos kölcsönről
- 1895. évi XXXIX. törvénycikk A közös hadsereg (haditengerészet) és a honvédség beszállásolásáról szóló 1879. évi XXXVI. törvénycikk némely szakaszának módositásáról
- 1895. évi XL. törvénycikk A Bosznia és Herczegovina megszállására megszavazott hitelből épitett bród-zeniczai vasutnak és a szlavon-bródi boszna-bródi összekötő vonalnak a nevezett országok részére való átadásáról
- 1895. évi XLI. törvénycikk A védjegyek oltalmáról szóló 1890. évi II. törvénycikk módositásáról és kiegészitéséről
- 1895. évi XLII. törvénycikk Az izraelita vallásról
- 1895. évi XLIII. törvénycikk A vallás szabad gyakorlásáról
- 1895. évi XLIV. törvénycikk A budapesti királyi büntető törvényszék felállitásról
- 1895. évi XLV. törvénycikk A versecz-gattajai helyi érdekü vasut engedélyezéséről
- 1895. évi XLVI. törvénycikk A mezőgazdasági termények, termékek és czikkek hamisitásának tilalmazásáról
- 1895. évi XLVII. törvénycikk A szarvasmarha-tenyésztés országos emelésére szolgáló alapról
- 1895. évi XLVIII. törvénycikk A Közép-Duna egységes szabályozásáról, valamint az ország egyéb jelentősebb folyóvizein elsősorban szükséges szabályozási munkálatokról
- 1895. évi XLIX. törvénycikk Az 1896. év első negyedében viselendő közterhekről és fedezendő állami kiadásokról
- 1895. évi L. törvénycikk Az 1881. évi LXX., illetőleg az 1889. évi XLIII. törvénycikk hatályának meghosszabbitásáról, és a jelzálogos kölcsönkövetelések bizonyos átruházásánál adandó bélyeg- és illetékkedvezményekről
- 1895. évi LI. törvénycikk Egy millió egy-koronásnak az ezredéves ünnepélyek alkalmára való veretése tárgyában
- 1895. évi LII. törvénycikk Az 1896. évben kiállitandó ujonczok megajánlásáról
- 1895. évi LIII. törvénycikk A hegyes-feketehegy-palánkai helyi érdekü vasut engedélyezéséről
- 1895. évi LIV. törvénycikk A temesvár-módosi helyi érdekü vasut engedélyezése tárgyában
- 1895. évi LV. törvénycikk A pancsova-petrovoszellói h. é. vasut engedélyezése tárgyában